# دریاچه کمنادر
دریاچه کمنادر (به آلمانی: Kemnader See) دریاچه ای در ایالت نوردراین-وستفالن آلمان است که بین شهرهای بوخوم، هاتینگن و ویتن واقع شده‌است. حجم آب این دریاچه حدود ۳ میلیون متر مکعب و ارتفاع متوسط آب آن ۲٫۴ متر است.